# Charlie Calmeyn
Charlie Calmeyn (Brussel, 11 januari 1920) is een Belgisch jazzdrummer, saxofonist en bigbandleider.
Calmeyn leidde in 1937 een studentenorkest dat swing speelde, en van 1938 tot 1947 een bigband, Big Band de Belgique. In die band speelden onder meer Herman Sandy, Raoul Faisant, Gene Kemp en Bill Alexandre. Ook in de jaren zeventig en tachtig leidde Calmeyn, in Brussel, een bigband, de groep speelde veel composities van landgenoten. Calmeyn heeft verschillende plaatopnames gemaakt.

## Discografie
- Orchestre Charlie Calmeyn, Rythme, 1955
- Brussels Big Band, Vogue, 1980